# Coupe des Pays-Bas de football 1995-1996
Navigation
Édition précédente Édition suivante
La Coupe des Pays-Bas de football 1995-1996, nommée la KNVB beker, est la 78e édition de la Coupe des Pays-Bas. La finale se joue le 16 mai 1996 au stade De Kuip à Rotterdam.
Le club vainqueur de la coupe est qualifié pour les seizièmes de finale de la Coupe d'Europe des vainqueurs de coupe de football 1996-1997.

## Finale
Le PSV Eindhoven gagne la finale contre le Sparta Rotterdam et remporte son septième titre. La rencontre s'achève sur le score de 5 à 2.